# Маріня-Гранде
Марі́ня-Гра́нде (порт. Marinha Grande; МФА: [mɐ.ˈɾi.ɲɐ ˈgɾɐ̃.dɨ], Марі́ня-Гра́нди) — муніципалітет і місто в Португалії, в окрузі Лейрія. Розташований у західній частині країни, на березі Атлантичного океану, на теренах історичної португальської провінції Ештремадура. Належить до Лейрійсько-Фатімської діоцезії Католицької церкви в Португалії. Права міського самоврядування має з 1836 року. Поділяється на 3 парафії. За адміністративним поділом, чинним до 1976 року, був складовою провінції Ештремадура. Площа муніципалітету — 187,25 км², населення муніципалітету — 38681 ос. (2011); густота населення — 206,57 осіб/км²
. Патрон — Діва Марія. Святковий день муніципалітету — 1-й четвер після Вознесіння. Поштовий індекс — 2430.  Код місцевої адміністративної одиниці — 1010. Складова статистичного регіону Центр.

## Географія
Маріня-Гранде розташована на заході Португалії, на заході округу Лейрія.
Маріня-Гранде межує на півночі й сході з муніципалітетом Лейрія, на півдні — з муніципалітетом Алкобаса. На заході омивається водами Атлантичного океану.

## Населення
| Кількість мешканців | Кількість мешканців | Кількість мешканців | Кількість мешканців | Кількість мешканців | Кількість мешканців | Кількість мешканців | Кількість мешканців | Кількість мешканців | Кількість мешканців | Кількість мешканців | Кількість мешканців | Кількість мешканців | Кількість мешканців | Кількість мешканців | Кількість мешканців |
| ------------------- | ------------------- | ------------------- | ------------------- | ------------------- | ------------------- | ------------------- | ------------------- | ------------------- | ------------------- | ------------------- | ------------------- | ------------------- | ------------------- | ------------------- | ------------------- |
| 1864                | 1878                | 1890                | 1900                | 1911                | 1920                | 1930                | 1940                | 1950                | 1960                | 1970                | 1981                | 1991                | 2001                | 2011                |                     |
| 6 055               | 7 469               | 8 606               | 9 611               | 10 677              | 10 995              | 11 888              | 14 708              | 17 663              | 20 483              | 23 449              | 31 284              | 32 234              | 35 571              | 38 681              |                     |